# کول برای تابستان
«کول برای تابستان» تک‌آهنگی از هنرمند اهل ایالات متحده آمریکا دمی لواتو است که در ۱ ژوئیه ۲۰۱۵ منتشر شد. این تک‌آهنگ در آلبوم مطمئن (آلبوم) قرار داشت.
این تک‌آهنگ در چارت‌های یونان و اسرائیل در رتبه اول و در چارت‌های، اسکاتلند، نیوزلند، بریتانیا جزو ده ترانه اول قرار گرفت.